# Emili Blanxart i Pedrals
Emili Blanxart i Pedrals (Olesa de Montserrat, 1881 - Olesa de Montserrat,1958) va ser un popular metge de la vila olesana.
Va formar part del jurat dels Jocs Florals d'Olesa de Montserrat del 1907. Va ser membre fundador l'any 1927 i membre de junta del Patronat de l'Hospital d'Olesa de Montserrat. El seu germà, també conegut a la vila per dedicar-se a la docència, fou Daniel Blanxart i Pedrals.